# Tragopogon
Tragopogon là một chi thực vật có hoa trong họ Cúc (Asteraceae).

## Các loài
Các loài được công nhận
| T. acanthocarpus Boiss T. afghanicus Rech.f. & Köie T. agrostiphyllus Rech.f. & Köie T. alaicus Nikitin T. albinerve Freyn & Sint. T. albomarginatus Kitam. T. altaicus S.A.Nikitin & Schischk. T. angustissimus S.A.Nikitin T. armeniacus Kuth. T. artemczukii Klokov T. aureus Boiss. T. badachschanicus Boriss. T. bakhtiaricus Rech.f. T. balcanicus Velen. T. barbirostris Bisch. T. bjelorussicus Artemczuk T. bornmuelleri G.B.Ownbey & Rech.f. T. capitatus S.A.Nikitin T. castellanus Levier T. cazorlanum C.Díaz & Blanca T. charadzeae Kuth. T. clavulatus S.A.Nikitin T. coelesyriacus Boiss. T. colchicus Albov ex Grossh. T. collinus DC. T. coloratus C.A.Mey. T. conduplicatus S.A.Nikitin T. cretaceus S.A.Nikitin T. crocifolius L. T. cupani Guss. ex DC. T. dasyrhynchus Artemczuk T. dolichocarpus Klokov T. duarius Chenev. T. dubianskyi Krasch. & S.A.Nikitin T. dubius Scop. T. elatior Steven T. elongatus S.A.Nikitin T. erostris Boiss. & Hausskn. T. fibrosum Freyn & Sint. ex Freyn T. filifolius Rehm. ex Boiss. T. flexuosus Sosn. ex Grossh. T. floccosus Waldst. & Kit. T. gaudanicus Boriss. T. glabrum G.Nicholson T. gongylorrhizus Rech.f. T. gracilis D.Don T. graminifolius DC. T. hayekii (Soó) I.Richardson T. heteropappus C.H.An T. hortensis Focke T. humilis Fisch. T. hybridus L. T. idae Kuth. T. iranicus Rech.f. T. jesdianus Boiss. & Buhse T. karelinii S.A.Nikitin T. karjaginii Kuth. T. kasahstanicus S.A.Nikitin T. kashmirianus G.Singh T. kemulariae Kuth. T. ketzkhovelii Kuth. T. khorasanicus Rech.f. T. kindingeri Adamov T. kopetdaghensis Boriss. T. krascheninnikovii S.A.Nikitin T. kultiassovii Popov ex S.A.Nikitin T. kurdicus Blakelock T. kurdistanicus Chrtek & Hadač T. lassithicus Rech.f. T. latifolius Boiss. T. leiorhynchus Klokov T. leonidae Kuth. T. leucanthus Rech.f. T. lamottei Rouy T. makaschwilii Kuth. T. malikus S.A.Nikitin |  | T. marginatus Pavlov T. melanantherus Klokov T. meskheticus Kuth. T. minor Mill. T. mirabilis Rouy T. mirus Ownbey T. miscellus Ownbey T. moldavicus Klokov T. montanus S.A.Nikitin T. mutabilis Jacq. T. nebrodensis Guss. T. neglectum Hausskn. T. olympicus Boiss. T. orientalis L. T. otschiaurii Kuth. T. paradoxus S.A.Nikitin T. parviflorus Trev. T. perpusillus Arv.-Touv. T. persicus Boiss. T. phaeus Focke T. pichlerii Boiss. T. porphyrocephalus Rech.f. T. porrifolius L. T. praecox Focke T. pratensis L. T. pseudocastellanus Blanca & C.Díaz T. pseudomajus S.A.Nikitin T. pterodes Pančić T. pubescens Kit. T. pusillus M.Bieb. T. rechingeri G.B.Ownbey T. reticulatus Boiss. & A.Huet T. rezaiyensis Rech.f. T. rhodanthus Sweet T. ruber S.G.Gmel. T. rumelicum Velen. T. ruthenicus Besser ex Claus T. sabulosus Krasch. & S.A.Nikitin T. samaritani Heldr. & Sart. T. savranicus Sobko T. scopoli Vill. T. segetus Kuth. T. serawschanicus S.A.Nikitin T. sibiricus Ganesch. T. silesiacus Krock. T. soltisiorum Mavrodiev T. songoricus S.A.Nikitin T. sosnowskyi Kuth. T. stribrnyi Hayek T. stroterocarpus Rech.f. T. subacaulis O.Schwarz T. subalpinus S.A.Nikitin T. tanaiticus Artemczuk T. tasch-kala Kuth. T. tauricus Klokov T. tesquicola Klokov T. tomentosulus Boriss. T. tommasinii Sch.Bip. T. trachycarpus S.A.Nikitin T. transcarpaticus Klokov T. transsilvanicus Hayek T. turkestanicus S.A.Nikitin T. ucrainicus Artemczuk T. vaginatus G.B.Ownbey & Rech.f. T. verrucosobracteatus C.H.An T. villosus L. T. vulgaris Gueldenst. T. vvedenskyi Popov T. xanthantherus Klokov T. × crantzii Dichlt. [ dubius × pratensis ] T. × neohybridus Farw. [ porrifolius × pratensis ] |  |

trước đây xếp trong chi này
Một loạt loài trước đây xếp trong chi Tragopogon, hiện nay chuyển sang các chi như: Agoseris, Geropogon, Krigia, Lasiospora, Nothocalais, Podospermum, Scorzonera, Taraxacum, Urospermum